# Centralny zarząd
Centralny zarząd – nazwa organu zarządzania daną branżą przemysłu lub usług w początkowym okresie PRL (do 1958), choć są przykłady zastosowań tej nazwy i w późniejszym okresie, i w innych resortach, np. kultury.
Po wyzwoleniu, w okresie gospodarki centralnie sterowanej, ewaluowały formy i nazwy organów zarządzania poszczególnymi branżami.

## Chronologia
- 1947 – dekoncentracja funkcji zarządzania przez wyłączenie z ministerstwa przemysłu centralnych zarządów i przekształcenia ich w samodzielne przedsiębiorstwa[1],
- 1951 – włączenie centralnych zarządów do ministerstw[2],
- 1955 – funkcjonowanie 12 ministerstw przemysłowych i 160 centralnych zarządów[3],
- 1958 – przekształcenie centralnych zarządów w zjednoczenia[4], których liczba była mniejsza od dotychczasowych organów zarządzania o 42 jednostki organizacyjne[5].

## Centralne zarządy
Poniżej próba przedstawienia listy centralnych zarządów (241 jednostek organizacyjnych), choć nie jest ona ostateczna.
- Centralny Zarząd Aptek, Warszawa
- Centralny Zarząd Bibliotek, Warszawa
- Centralny Zarząd Biur Projektów Gospodarki Komunalnej, Warszawa
- Centralny Zarząd Budownictwa Komunalnego, Warszawa
- Centralny Zarząd Budownictwa Lądowo-Inżynieryjnego, Warszawa
- Centralny Zarząd Budownictwa Łączności, Warszawa
- Centralny Zarząd Budownictwa Przemysłowego, Warszawa
- Centralny Zarząd Budownictwa Przemysłu Drobnego, Warszawa
- Centralny Zarząd Budownictwa Węglowego, Katowice
- Centralny Zarząd Budownictwa Wodno-Inżynieryjnego, Warszawa
- Centralny Zarząd Budownictwa Wojskowego, Warszawa
- Centralny Zarząd Budowy Elektrowni,
- Centralny Zarząd Dróg i Mostów,
- Centralny Zarząd Budowy Kopalń, Mikołów
- Centralny Zarząd Budowy Kopalń Rud,
- Centralny Zarząd Budowy Maszyn, Warszawa
- Centralny Zarząd Budowy Maszyn Ciężkich, Gliwice
- Centralny Zarząd Budowy Maszyn Górniczych, Warszawa/Bytom
- Centralny Zarząd Budowy Miast i Osiedli ZOR, Warszawa
- Centralny Zarząd Budowy Zakładów Chemicznych, Gliwice
- Centralny Zarząd Budowy Zakładów Przemysłu Ciężkiego, Gliwice
- Centralny Zarząd Budynków Mieszkalnych, Warszawa
- Centralny Zarząd Ceł, Warszawa
- Centralny Zarząd Drogowy, Warszawa (PKP)
- Centralny Zarząd Dróg Miejskich, Zieleni i Geodezji, Warszawa
- Centralny Zarząd Dróg Publicznych, Warszawa
- Centralny Zarząd Dróg Wodnych, Warszawa
- Centralny Zarząd Eksploatacji Kruszywa, Warszawa
- Centralny Zarząd Elektryfikacji Kolei, Warszawa
- Centralny Zarząd Elektryfikacji Rolnictwa, Warszawa
- Centralny Zarząd Energetyki, Warszawa
- Centralny Zarząd Gazownictwa, Warszawa
- Centralny Zarząd Gospodarki Złomem, Warszawa/Katowice
- Centralny Zarząd Handlowo-Przewozowy, Warszawa (PKP)
- Centralny Zarząd Handlu Artykułami Fotograficznymi i Precyzyjno-Optycznymi, Warszawa
- Centralny Zarząd Handlu Artykułami Gospodarstwa Domowego, Warszawa
- Centralny Zarząd Handlu Artykułami Kolonialnymi i Delikatesowymi, Warszawa
- Centralny Zarząd Handlu Artykułami Kosmetycznymi, Warszawa
- Centralny Zarząd Handlu Artykułami Użytku Kulturalnego, Łódź
- Centralny Zarząd Handlu Opałem, Warszawa
- Centralny Zarząd Handlu Owocami i Warzywami, Warszawa
- Centralny Zarząd Hodowli Koni, Warszawa
- Centralny Zarząd Hurtu Tekstylnego
- Centralny Zarząd Instalacji Przemysłowych, Warszawa
- Centralny Zarząd Instytucyj Sztuk Plastycznych, Warszawa
- Centralny Zarząd Kamieniołomów i Klinkierni Drogowych, Wrocław
- Centralny Zarząd Kolei Dojazdowych, Warszawa (PKP)
- Centralny Zarząd Kolejowej Służby Zdrowia, Warszawa (PKP)
- Centralny Zarząd Kolejowych Zakładów Gastronomicznych, Warszawa
- Centralny Zarząd Konstrukcji Stalowych „Mostostal”, Warszawa
- Centralny Zarząd Konsumów Ministerstwa Handlu Wewnętrznego, Warszawa
- Centralny Zarząd Kopalnictwa Rud Nieżelaznych, Katowice
- Centralny Zarząd Kopalnictwa Rud Żelaza, Częstochowa
- Centralny Zarząd Księgarstwa, Warszawa
- Centralny Zarząd Lasów Państwowych, Warszawa
- Centralny Zarząd Linii Międzymiastowych i Kabli, Warszawa
- Centralny Zarząd Lotnictwa Cywilnego, Warszawa
- Centralny Zarząd Miejskich Przedsiębiorstw Remontowo-Budowlanych,
- Centralny Zarząd Muzeów, Warszawa
- Centralny Zarząd Obrotu Nasionami, Warszawa
- Centralny Zarząd Obrotu Produktami Naftowymi, Warszawa
- Centralny Zarząd Obrotu Zwierzętami Hodowlanymi, Warszawa
- Centralny Zarząd Obrotu Zwierzętami Rzeźnymi, Warszawa
- Centralny Zarząd Odlewnictwa, Radom
- Centralny Zarząd Ogólnego Budownictwa Maszynowego, Warszawa
- Centralny Zarząd Oper, Filharmonij i Instytucyj Muzycznych, Warszawa
- Centralny Zarząd Państwowego Przemysłu Konserwowego, Warszawa
- Centralny Zarząd Państwowej Komunikacji Samochodowej, Warszawa
- Centralny Zarząd Państwowych Gospodarstw Rolnych, Warszawa
- Centralny Zarząd Państwowych Ośrodków Maszynowych, Warszawa
- Centralny Zarząd Państwowych Przedsiębiorstw Budowlanych, Warszawa
- Centralny Zarząd Państwowych Zakładów Graficznych, Warszawa
- Centralny Zarząd Poczt, Warszawa
- Centralny Zarząd Polskiej Marynarki Handlowej, Gdynia
- Centralny Zarząd Powszechnych Domów Towarowych, Warszawa
- Centralny Zarząd Produkcji Elementów Budowlanych, Warszawa
- Centralny Zarząd Produkcji Pomocniczej, Warszawa
- Centralny Zarząd Produkcji Pomocniczej Łączności, Warszawa
- Centralny Zarząd Produkcji Samochodów, Warszawa
- Centralny Zarząd Przedsiębiorstw Remontowo-Budowlanych, Warszawa
- Centralny Zarząd Przedsiębiorstw Remontowo-Montażowych i Produkcji Części Zamiennych, Warszawa
- Centralny Zarząd Przedsiębiorstw Robót Kolejowych, Warszawa
- Centralny Zarząd Przedsiębiorstw Robót Komunikacyjnych, Warszawa
- Centralny Zarząd Przedsiębiorstw i Urządzeń Komunalnych, Warszawa
- Centralny Zarząd Przemysłowych Surowców Wtórnych, Łódź
- Centralny Zarząd Przemysłu Artykułów Elektrotechnicznych, Warszawa
- Centralny Zarząd Przemysłu Artykułów Skórzanych, Łódź
- Centralny Zarząd Przemysłu Artykułów Technicznych, Łódź
- Centralny Zarząd Przemysłu Barwników i Półproduktów, Gliwice
- Centralny Zarząd Przemysłu Bawełnianego, Łódź
- Centralny Zarząd Przemysłu Ceramiki Budowlanej, Warszawa
- Centralny Zarząd Przemysłu Chemicznego, Gliwice
- Centralny Zarząd Przemysłu Chłodniczego, Warszawa
- Centralny Zarząd Przemysłu Cukierniczego, Warszawa
- Centralny Zarząd Przemysłu Cukrowniczego, Warszawa
- Centralny Zarząd Przemysłu Drożdżowego, Warszawa
- Centralny Zarząd Przemysłu Dziewiarskiego, Łódź
- Centralny Zarząd Przemysłu Dziewiarskiego i Pończoszniczego, Łódź
- Centralny Zarząd Przemysłu Drzewnego, Warszawa
- Centralny Zarząd Przemysłu Elektrotechnicznego, Warszawa
- Centralny Zarząd Przemysłu Farmaceutycznego, Warszawa
- Centralny Zarząd Przemysłu Fermentacyjnego, Warszawa
- Centralny Zarząd Przemysłu Filcowego i Tkanin Technicznych, Łódź
- Centralny Zarząd Przemysłu Garbarskiego, Łódź
- Centralny Zarząd Przemysłu Gastronomicznego, Warszawa
- Centralny Zarząd Przemysłu Graficznego, Warszawa
- Centralny Zarząd Przemysłu Gumowego, Łódź
- Centralny Zarząd Przemysłu Gumowego i Tworzyw Sztucznych, Łódź
- Centralny Zarząd Przemysłu Guzikarsko-Galanteryjnego, Łódź
- Centralny Zarząd Przemysłu Hutniczego, Katowice
- Centralny Zarząd Przemysłu i Handlu Jubilerskiego, Warszawa
- Centralny Zarząd Przemysłu Jajczarsko-Drobiarskiego, Warszawa
- Centralny Zarząd Przemysłu Jedwabniczego, Łódź
- Centralny Zarząd Przemysłu Jedwabniczo-Galanteryjnego, Warszawa/Łódź
- Centralny Zarząd Przemysłu Kablowego, Warszawa
- Centralny Zarząd Przemysłu Kawowego i Środków Odżywczych, Warszawa
- Centralny Zarząd Przemysłu Koksochemicznego, Zabrze
- Centralny Zarząd Przemysłu Koncentratów Spożywczych, Warszawa
- Centralny Zarząd Przemysłu Kotłowo-Turbinowego,
- Centralny Zarząd Przemysłu Kwasu Siarkowego i Nawozów Fosforowych,
- Centralny Zarząd Przemysłu Leśnego, Warszawa
- Centralny Zarząd Przemysłu Maszyn Elektrycznych, Warszawa
- Centralny Zarząd Przemysłu Maszyn Rolniczych, Warszawa
- Centralny Zarząd Przemysłu Maszyn Włókienniczych, Łódź
- Centralny Zarząd Przemysłu Maszyn i Aparatów Elektrycznych, Warszawa
- Centralny Zarząd Przemysłu Maszyn i Urządzeń, Poznań
- Centralny Zarząd Przemysłu Maszynowego i Mechanizacji, Warszawa
- Centralny Zarząd Przemysłu Materiałów Budowlanych Wapienno-Piaskowych, Warszawa
- Centralny Zarząd Przemysłu Materiałów Górniczych, Gliwice
- Centralny Zarząd Przemysłu Materiałów Ogniotrwałych, Gliwice
- Centralny Zarząd Przemysłu Materiałów Wiążących, Sosnowiec
- Centralny Zarząd Przemysłu Metali Nieżelaznych, Katowice
- Centralny Zarząd Przemysłu Metalowego, Warszawa
- Centralny Zarząd Przemysłu Mięsnego, Warszawa
- Centralny Zarząd Przemysłu Mineralnego, Warszawa
- Centralny Zarząd Przemysłu Mleczarskiego, Warszawa
- Centralny Zarząd Przemysłu Młynarskiego, Warszawa
- Centralny Zarząd Przemysłu Naftowego, Kraków
- Centralny Zarząd Przemysłu Narzędzi i Przyrządów Mierniczych, Warszawa
- Centralny Zarząd Przemysłu Nieorganicznego, Gliwice
- Centralny Zarząd Przemysłu Obrabiarkowego Ponar, Warszawa
- Centralny Zarząd Przemysłu Obuwniczego, Łódź
- Centralny Zarząd Przemysłu Odzieżowego, Łódź
- Centralny Zarząd Przemysłu Organicznego Erg, Warszawa
- Centralny Zarząd Przemysłu Owocowo-Warzywnego, Warszawa
- Centralny Zarząd Przemysłu Paliw Płynnych, Kraków
- Centralny Zarząd Przemysłu Papierniczego, Warszawa/Łódź
- Centralny Zarząd Przemysłu Piekarniczego, Warszawa
- Centralny Zarząd Przemysłu Piwowarsko-Słodowniczego, Warszawa
- Centralny Zarząd Przemysłu Pomocy Naukowych i Zaopatrzenia Szkół, Warszawa
- Centralny Zarząd Przemysłu Pończoszniczego, Łódź
- Centralny Zarząd Przemysłu Przetworów Papierowych i Materiałów Biurowych, Łódź
- Centralny Zarząd Przemysłu Rybnego, Warszawa
- Centralny Zarząd Przemysłu Skórzanego, Łódź
- Centralny Zarząd Przemysłu Tkanin Dekoracyjnych, Łódź
- Centralny Zarząd Przemysłu Spirytusowego, Warszawa
- Centralny Zarząd Przemysłu Spożywczego, Warszawa
- Centralny Zarząd Przemysłu Sprzętu Gospodarskiego, Warszawa
- Centralny Zarząd Przemysłu Sprzętu Motoryzacyjnego, Warszawa
- Centralny Zarząd Przemysłu Stali Specjalnej, Katowice
- Centralny Zarząd Przemysłu Surowców Mineralnych, Warszawa
- Centralny Zarząd Przemysłu Syntezy Chemicznej, Gliwice
- Centralny Zarząd Przemysłu Szklarskiego, Sosnowiec
- Centralny Zarząd Przemysłu Taboru Kolejowego, Poznań
- Centralny Zarząd Przemysłu Teletechnicznego, Warszawa
- Centralny Zarząd Przemysłu Tkanin Jedwabnych i Dekoracyjnych, Łódź
- Centralny Zarząd Przemysłu Tłuszczowego, Warszawa
- Centralny Zarząd Przemysłu Torfowego, Warszawa
- Centralny Zarząd Przemysłu Tytoniowego, Warszawa
- Centralny Zarząd Przemysłu Tworzyw Sztucznych i Lakierów, Gliwice
- Centralny Zarząd Przemysłu Wełnianego, Łódź
- Centralny Zarząd Przemysłu Węglowego, Katowice
- Centralny Zarząd Przemysłu Włókien Łykowych, Łódź
- Centralny Zarząd Przemysłu Włókienniczego, Łódź
- Centralny Zarząd Przemysłu Wyrobów Drzewnych, Warszawa
- Centralny Zarząd Przemysłu Wyrobów Metalowych, Warszawa /Bytom
- Centralny Zarząd Przemysłu Zbożowego, Warszawa
- Centralny Zarząd Przemysłu Zbrojeniowego, Warszawa
- Centralny Zarząd Przemysłu Zgrzebnego, Łódź
- Centralny Zarząd Przemysłu Zielarskiego, Warszawa
- Centralny Zarząd Przemysłu Ziemniaczanego, Warszawa
- Centralny Zarząd Przetwórstwa Odpadów Zwierzęcych i Roślinnych, Warszawa
- Centralny Zarząd Przewozów, Warszawa (PKP)
- Centralny Zarząd Radiofonizacji Kraju, Warszawa
- Centralny Zarząd Radiostacji i Telewizji, Warszawa
- Centralny Zarząd Remontu Maszyn Przemysłu Włókienniczego i Odzieżowego, Łódź
- Centralny Zarząd Remontów Budowlanych i Energetycznych, Łódź
- Centralny Zarząd Remontów Maszyn i Urządzeń, Warszawa
- Centralny Zarząd Robót Górniczych, Bytom
- Centralny Zarząd Robót Instalacji Budownictwa Miejskiego, Warszawa
- Centralny Zarząd Robót Instalacyjnych Budownictwa Miejskiego, Warszawa
- Centralny Zarząd Robót Inżynieryjnych, Warszawa
- Centralny Zarząd Robót Inżynieryjnych Budownictwa Miejskiego, Warszawa
- Centralny Zarząd Robót Specjalnych, Warszawa
- Centralny Zarząd Ruchu Kolejowego, Warszawa (PKP)
- Centralny Zarząd Rybołówstwa Morskiego, Szczecin
- Centralny Zarząd Selekcji Roślin, Warszawa
- Centralny Zarząd Skupu Owoców i Warzyw, Warszawa
- Centralny Zarząd Skupu Surowców Włókienniczych i Skórzanych, Łódź
- Centralny Zarząd Służby Więziennej, Warszawa
- Centralny Zarząd Sprzętu Samochodowego, Warszawa
- Centralny Zarząd Szkolenia Kadr Ministerstwa Rolnictwa, Warszawa
- Centralny Zarząd Szkolenia Zawodowego, Warszawa
- Centralny Zarząd Szkół Artystycznych, Warszawa
- Centralny Zarząd Teatrów, Warszawa
- Centralny Zarząd Technicznej Obsługi Rolnictwa, Łódź
- Centralny Zarząd Telefonii i Telegrafii, Warszawa
- Centralny Zarząd Telekomunikacji, Warszawa
- Centralny Zarząd Trakcji, Warszawa (PKP)
- Centralny Zarząd Transportu, Warszawa (MHW)
- Centralny Zarząd Transportu Samochodowego Łączności, Warszawa
- Centralny Zarząd Tuczu Przemysłowego, Warszawa
- Centralny Zarząd Upowszechniania Prasy i Książki RUCH, Warszawa
- Centralny Zarząd Urządzeń Socjalno-Bytowych, Warszawa (PKP)
- Centralny Zarząd Usług Komunalnych, Warszawa
- Centralny Zarząd Utrzymania Kolei, Warszawa (PKP)
- Centralny Zarząd Uzdrowisk, Warszawa
- Centralny Zarząd Wagonów, Warszawa (PKP)
- Centralny Zarząd Weterynarii, Warszawa
- Centralny Zarząd Więziennictwa, Warszawa
- Centralny Zarząd Włókien Łykowych, Łódź
- Centralny Zarząd Wodnych Melioracji, Warszawa
- Centralny Zarząd Wojskowego Przedsiębiorstwa Budowlanego, Warszawa
- Centralny Zarząd Wyrobów Metalowych, Bytom
- Centralny Zarząd Wytwórni Materiałów Budowlanych, Warszawa
- Centralny Zarząd Zabezpieczenia Ruchu i Łączności, Warszawa (PKP)
- Centralny Zarząd Zakładów Betoniarskich i Żelbetowych, Warszawa
- Centralny Zarząd Zakładów Karnych, Warszawa
- Centralny Zarząd Zakładów Karnych i Aresztów Śledczych, Warszawa
- Centralny Zarząd Zakładów Naprawczych Taboru Kolejowego, Warszawa
- Centralny Zarząd Zakładów Prefabrykacji, Warszawa
- Centralny Zarząd Zakładów Zbożowych PZZ, Warszawa
- Centralny Zarząd Zaopatrzenia, Warszawa
- Centralny Zarząd Zaopatrzenia Kolejowego, Warszawa (PKP)
- Centralny Zarząd Zaopatrzenia Łączności, Warszawa
- Centralny Zarząd Zaopatrzenia Materiałowego Przemysłu Chemicznego, Gliwice
- Centralny Zarząd Zaopatrzenia Materiałowo-Technicznego, Warszawa
- Centralny Zarząd Zaopatrzenia Robotniczego, Katowice
- Centralny Zarząd Zaopatrzenia Przemysłu Drobnego i Rzemiosła, Warszawa
- Centralny Zarząd Zaopatrzenia Rolnictwa, Warszawa
- Centralny Zarząd Zbytu Przemysłu Maszynowego, Warszawa
- Centralny Zarząd Żeglugi Śródlądowej i Stoczni WARSZAWA, Warszawa

### pozostałe organy zarządzania w tym okresie
- Centrala Obsługi Przedsiębiorstw i Instytucji Artystycznych, Warszawa
- Centrala Rybna, Warszawa
- Centrala Spożywcza, Warszawa
- Centrala Zaopatrzenia Górnictwa i Energetyki, Katowice
- Centrala Złomu, Katowice
- Zarząd Ochrony i Konserwacji Zabytków, Warszawa
- Zarząd Przedsiębiorstw Budowy Sieci,
- Zarząd Przedsiębiorstw Geologicznych Przemysłu Węglowego,
- Zarząd Przemysłu Solnego, Kraków
- Zarząd Świetlic, Domów Kultury i Twórczości Amatorskiej, Warszawa